# Yaron Ezrahi
Yaron Ezrahi (n. 19 aprilie 1940, Tel Aviv, Palestina sub mandat britanic – d. 29 ianuarie 2019) a fost un filozof și politolog israelian, profesor la Universitatea Ebraică din Ierusalim. A predat și la Institutul Israelian de Democrație din Ierusalim. 
Ezrahi s-a făcut cunoscut pentru cercetările sale în domeniul relațiilor dintre știința modernă și dezvoltarea statului democrat liberal, precum și în domeniul utilizărilor politice ale informațiilor și autorității științifice.
A studiat și deteriorarea versiunii iluministe a parteneriatului dintre știință, tehnologie și democrație 
Ezrahi a scris articole in ziare ca New York Times si Haaretz, în care s-a plasat pe poziții politice liberale. 

## Biografie
Yaron Ezrahi s-a născut în anul 1940 la Tel Aviv, în Palestina sub mandat britanic. Tatăl său Yariv Ezrahi, descendent al familiei evreiești Krișevski care a emigrat din Ucraina în Palestina în vremea stăpânirii otomane, a fost violonist, profesor și critic muzical, director al Conservatorului de muzică Ron-Shulamit din Tel Aviv. Mama, Hanna, născută Diesenhaus, a fost curatoare și bibliotecară la Muzeul de artă din Tel Aviv, la începuturile acestuia. Ezrahi a învățat la școlile elementare „Hacarmel”, „Dubnov ”și „Hakalir ”din orașul natal la Liceul „Tikhon Hadash” (Liceul Nou) din Tel Aviv și la liceul „Beit Hakerem” din Ierusalim, terminând bacalaureatul în anul 1958.
În 1960 și-a încheiat serviciul militar , iar în anul 1965 a terminat licența in științe politice și filozofie la Universitatea Ebraică din Ierusalim. I-a avut ca profesori pe Shmuel Noah Eisenstadt, Yosef Ben David, Shmuel Hugo Bergmann și pe Nathan Rotenstreich. În 1966 a terminat teza de master în științe politice la aceeași universitate, iar în 1972 și-a dat examenul de doctorat la Universitatea Harvard în Statele Unite. La Harvard i-a avut ca profesori pe Henry Kissinger, Don Price, Robert Merton, Karl Deutsch și Judith Shklar, aceasta din urmă fiindu-i mentor la redactarea lucrarii lui de doctorat: Condițiile sociale și politice ale cristalizării științei moderne și supraviețuirea ei sub regimuri democratice si nedemocratice.
În timpul studiilor în Statele Unite Ezrahi a fost consilier pentru politica științei la Casa Albă și la Academia Națională de Științe a Statelor Unite. La încheierea studiilor, în 1971 a devenit cadru didactic la Universitatea Ebraică din Ierusalim, până la pensionare în iunie 2008. În 1972 a devenit lector, în 1977 conferențiar, în 1990 - profesor extraordinar, iar în 1998 profesor ordinar. Ezrahi i-a succedat profesorului Yossef Ben David ca șef al programului de filozofia și istoria științelor, apoi a fost șef al catedrei Gersten de științe politice. În anii 1977-1978 a fost cercetator la Insitutul de cercetări avansate în știintele comportamentului la Universitatea Stanford. În anii 1973-1974 a fost profesor oaspete la Universitatea Pennsylvania, in 1984-986 la Universitatea Duke, în 1986-1990 la Harvard, în 1992-1993 la Universitatea Princeton, în 2008 la Universitatea Brown, iar în 2011 la Institutul Rockefeller din Bellagio, Italia.
În calitatea de consilier pentru politica științei în Israel în cadrul Academiei Naționale Israeliene de Științe (1973-1983) Ezrahi a fost membru în Consiliul pentru politica științei al președintelui Israelului, prof. Ephraim Katzir. In 1992 s-a alăturat ca cercetător la Institutul israelien de democrație și până în anul 2003 s-a ocupat în cadrul lui, de amenințările interne asupra democrației israeliene, mai ales în două domenii:influența capitalului asupra concentrării dominării presei israeliene și primejdiile lipsei unei constituții în Israel.
A participat la redactarea unor documente și a proiectului de constituție în cadrul unei comisiii în frunte cu judecătorul Meir Shamgar, fost președinte al Tribunalului Suprem al Israelului.
Ca parte a proiectului de constituție, Ezrahi împreună cu profesorul Mordehay Kremnitzer a scris cartea "Israelul pe calea unei democrații constituționale"
Ezrahi a fost unul din fondatorii în anul 1996 a revistei israeliene „Haayin hashviyit” (Al șaptelea ochi) care se ocupa cu critica presei și a mediei de comunicații.

### Viața particulară
Yaron Ezrahi a fost căsătorit mai întâi cu Sidra DeKoven, profesoară de literatură comparată la Universitatea Ebraică, cu care a avut trei copii. Din 2002 a fost căsătorit cu Rut Hacohen-Pinczower, profesoară de muzicologie la Universitatea Ebraică. 
Sora sa, Ofra, a fost căsătorită cu arheologul Maggen Broshi. Ea a fost muziciană, și a condus filiala din Ierusalim a Conservatorului de muzică Ron-Shulamit.

## Premii și onoruri
- 1998 - The Jewish Book Award - Premiul Cărții Evreiești în Statele Unite - pentru cartea „Gloanțe de cauciuc”
- 2010 - Premiul pentru întreaga activitate

## Cărți
- The Descent of Icarus: Science and the transformation of Contemporary Democracy Harvard University Press, 1990

(Căderea lui Icarus: Știința și transformarea democrației contemporane)
În regimurile democrate moderne s-au făcut încercări de a așeza pe știință o concepție instrumentală-materialistă a politicii și o viziune luminată a politicii raționale și transparente. Însă, din a doua jumătate a secolului al XX-lea se remarcă o îndepărtare tot mai mare a practicii politice din democrație de viziunea iluministă.
- Rubber Bullets: Power and Conscience in Modern Israel (New York: Farrar, Straus and Giroux, 1997; paperback:, Berkeley: University of California Press, 1998) (Gloanțe de cauciuc: Putere și conștiință în Israelul modern)

Cartea se ocupă de relația dintre creșterea individualismului in societatea israeliană - mai ales începând cu anii 1980 și pozițiile cetățenilor cu privire la folosirea forței în conflictul israelo-palestinian. După Ezrahi, în cursul primei Intifade, s-a făcut prima încercare din istoria statului israelian de a modera folosirea forței și a armelor ucigătoare și de a aplica mijloace polițienești de risipirea demonstrațiilor cu ajutorul gloanțelor de cauciuc. Ezrahi credea că tendința de a vedea conflictul mai mult în termeni civili decât militari a fost oprită, însă, între altele, de asasinarea primului ministru Itzhak Rabin, de eșecul negocierilor din procesul de pace după Acordurile de la Oslo, lărgirea zonelor de așezare evreiască în mijlocul populației arabe din Cisiordania și Fâșia Gaza, și valul de atentate de teroare palestiniană din cursul celei de-a doua Intifada.
- Imagined Democracies: Necessary Political Fictions (New York: Cambridge University Press, 2012)

(Democrații imaginate: ficțiuni politice necesare) - despre afinitatea dintre evoluția imaginației politice colective și democrația în tranziție de la modernitate la epoca post-modernă
Ascensiunea și decăderea regimurilor este influențată de schimbări istorice în imaginația colectivă despre sursele autorității și despre ordinea politică. Dacă în trecut regimurile se bazau pe imaginări politice unde autoritatea își trăgea sursa din revelații religioase, din alegerea de către divinitate a familiei regale, din legile naturii, ale istoriei și ale societății, imaginările politice din democrație leagă autoritatea de suveranitatea poporului. Și aceste imaginații colective suferă cu timpul o erodare și transformare care
influențează tendințele democrației contemporane
- Israel likrat hademokratiya hahukatit:Ekronot letikun mediná umishtar - cu Mordehay Kremnitzer-(Israel pe calea democrației constituționale: principii pentru rectificarea statului și regimului)- Institutul Israelian de democrație 2001
- Baalut tzolèvet - Shlitá vetaharut beshuk hatikshòret haisreélí:hebetim kalkaliyim umishpatiyim vehashlahoteyhèm al hademokratiya haisreélit (Proprietate încrucișată - dominație și concurență pe piața mediilor de comunicație din Israel: aspecte economice și juridice și consecințele lor asupra democrației israeliene) - cu Zohar Goshen și Shmuel Leshem, Institutul israelian de democrație

Ierusalim, 2003
Autorii avertizau asupra asocierea dintre concentrarea forțelor financiare din Israel și presă. El a recomandat o politică clară de separare a capitalului de domeniul jurnalistic, pentru a apăra independența presei și rolul ei critic în democrație.
- Lehalhin bekóah, lashir herut:ksharim gluyim usmuyim beyn mùzika vepolítika (Compune cu putere, cântă libertate: relații deschise și ascunse între muzică și politică) cu Ruth Hacohen-Pinczower, Institutul Van Leer- Hakibutz Hameuhad, 2017, Ierusalim-Tel Aviv
- Can Democracy Recover: The Roots of the Crisis of Democratic Faith.

## Citat
„Propun ca Israelul să fie liberal și social-democrat, liberal în sensul adânc: acela după care cetățenii Statului Israel să fie capabili să aspire spre o bunăstare publică și nu numai individuală, să aspire spre dreptate socială, să nu fie numai consumatori de cultură, ci și creatori de cultură, social-democrat în acest context este asocierea individualismului cu o politică economică publică”